# Адальберто Пеньяранда
Адальберто Пеньяранда (ісп. Adalberto Peñaranda, нар. 31 травня 1997, Ель-Віга) — венесуельський футболіст, нападник клубу «Удінезе».
Виступав, зокрема, за клуби «Депортіво Ла Гвайра» та «Гранада», а також національну збірну Венесуели.

## Клубна кар'єра
Народився 31 травня 1997 року в місті Ель-Віга. Вихованець футбольної школи клубу «Депортіво Ла Гвайра». Професійну футбольну кар'єру розпочав 2013 року в основній команді того ж клубу, в якій провів два сезони, взявши участь у 37 матчах чемпіонату.
Своєю грою за цю команду привернув увагу представників тренерського штабу клубу «Гранада», до складу якого був орендований 2015 року. Відіграв за клуб з Гранади наступний сезон своєї ігрової кар'єри. Більшість часу, проведеного у складі «Гранади», був основним гравцем атакувальної ланки команди.
Протягом 2016—2016 років захищав кольори команди клубу «Вотфорд».
До складу клубу «Удінезе» був орендований 2016 року.

## Виступи за збірні
2013 року дебютував у складі юнацької збірної Венесуели, взяв участь у 2 іграх на юнацькому рівні.
Залучався до складу молодіжної збірної Венесуели. На молодіжному рівні зіграв у 8 офіційних матчах, забив 1 гол.
2016 року дебютував в офіційних матчах у складі національної збірної Венесуели. Наразі провів у формі головної команди країни 6 матчів.
У складі збірної був учасником Кубка Америки 2016 року у США.

## Статистика виступів

### Статистика клубних виступів
| Сезон                 | Команда           | Чемпіонат | Чемпіонат | Національний кубок | Національний кубок | Континентальні кубки | Континентальні кубки | Усього | Усього |
| Сезон                 | Команда           | Ігор      | Голів     | Ігор               | Голів              | Ігор                 | Голів                | Ігор   | Голів  |
| --------------------- | ----------------- | --------- | --------- | ------------------ | ------------------ | -------------------- | -------------------- | ------ | ------ |
| «Депортіво Ла Гвайра» | 2013–14           | 18        | 1         | 4                  | 0                  | —                    | —                    | 22     | 1      |
| «Депортіво Ла Гвайра» | 2014–15           | 19        | 3         | 1                  | 0                  | 2                    | 0                    | 22     | 3      |
| «Депортіво Ла Гвайра» | Разом             | 37        | 4         | 5                  | 0                  | 2                    | 0                    | 44     | 4      |
| «Гранада» В           | 2015–16           | 9         | 3         | —                  | —                  | —                    | —                    | 9      | 3      |
| «Гранада» В           | Разом             | 9         | 3         | —                  | —                  | —                    | —                    | 9      | 3      |
| «Гранада»             | 2015–16           | 23        | 5         | 4                  | 0                  | —                    | —                    | 27     | 5      |
| «Гранада»             | Разом             | 23        | 5         | 4                  | 0                  | —                    | —                    | 27     | 5      |
| Усього за кар'єру     | Усього за кар'єру | 69        | 12        | 9                  | 0                  | 2                    | 0                    | 80     | 12     |

## Титули і досягнення
- Срібний призер Ігор Центральної Америки та Карибського басейну: 2014
- Володар Кубка Венесуели (1):

«Депортіво Ла Гвайра»:  2014
- Володар Кубка Болгарії (1):

ЦСКА (Софія): 2020-21